# Pakacjan
Pakacjan (Pacatianus), Tiberius Claudius Marinus Pacatianus – rzymski uzurpator w prowincjach naddunajskich w połowie III wieku n.e., znany głównie z zabytków numizmatycznych.

## Życie i działalność
Jeden z wielu uzurpatorów III wieku, znany ze skąpych wzmianek u historyków starożytnych, przede wszystkim jednak z monet wybitych w jego imieniu. Obwołanie go cesarzem przez legiony stacjonujące w Panonii i Mezji nastąpiło za rządów Filipa I Araba, co wyraźnie stwierdza w swych zapisach Zosimos, który buntownika nazywa Marynem. Zonaras podaje, że Pakacjan znajdował się wśród wojsk na granicy naddunajskiej, jednakże w trudnej do określenia funkcji: zarówno jako wyższy oficer (trybun), jak i wyższy dowódca (np. legat legionu), nawet rangi senatorskiej. Zdarzenie to przypada na rok 248 n.e.
Choć obszar władzy uzurpatora z pewnością ograniczał się do terenów naddunajskich, pod jego kontrolą znalazła się mennica w Viminacium, gdzie wypuszczano monety z jego imieniem. Spośród odnotowanych 6 typów jego antoninianów większość pokrywa się z 4 typami monet Filipa Araba (Fides Militum, Pax Aeterna, Romae Aeternae, Fortuna Redux), co dodatkowo potwierdza przyjętą chronologię wydarzeń. Szczególne znaczenie ma jednak unikalny typ antoniniana z inskrypcją Romae Aeter[nae] An[no] Mill[esimo] et Primo, określający jako datę nieprzekraczalną (terminus post quem) buntu Pakacjana kwiecień 248 roku. 

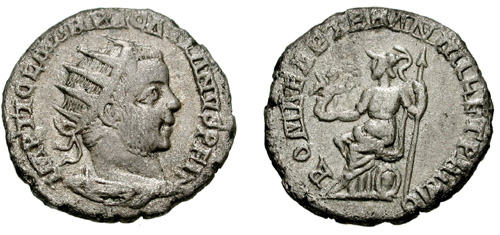
Moneta (dwudenar) z zapisem daty rządów Pakacjana: ROMAE•AETER•AN•MILL•ET•PRIMO

Z przekazów wiadomo, że naddunajska rebelia wprawiała Filipa Araba w znaczne zaniepokojenie, jakkolwiek w jego otoczeniu bagatelizowano ją traktując jako zjawisko przejściowe (m.in. senator i późniejszy cesarz Decjusz). Najpóźniej po upływie roku Pakacjan zamordowany został przez własnych żołnierzy z bliżej nieznanych powodów (być może wskutek braku sukcesów militarnych). Obawiając się dalszych niepokojów na tej ważnej dla cesarstwa granicy (najazdy Gotów), cesarz wysłał Decjusza, by objął tam naczelne dowództwo i ukarał zwolenników uzurpatora. Zdaniem Zosimosa stało się to bezpośrednią przyczyną obwołania Decjusza władcą przez panońskie legiony w miejsce niepopularnego cesarza. 
Niejasne pochodzenie i rodowód tego uzurpatora nadal pozostaje przedmiotem dociekań i prób ich ustalenia. Pochodząca z Bostry inskrypcja wymienia osobę, którą chętnie się z nim utożsamia: CL(audius) MARINVS C(larissmus) P(uer) jest tam wymieniany obok swego ojca o imieniu CL(audius) SOLLEMNIVS PAC(atianus?). Domniemany ojciec Pakacjana byłby według tej inskrypcji namiestnikiem Arabii za panowania Aleksandra Sewera, a następnie zarządcą konsularnym Celesyrii. Trudno również wykluczyć hipotetyczny związek pomiędzy uzurpatorem a Pakacjanem wymienionym w innej inskrypcji z Bostry wraz z matką Kornelią Optatą A. Flawią oraz siostrą Pakatą.     